# Henriette Petit
Henriette Petit, seudónimo de Ana Enriqueta Petit Marfan (Santiago, 3 de marzo de 1894 - ibíd., 9 de diciembre de 1983), fue una pintora chilena, miembro  del grupo Montparnasse, del que fue cofundadora.

## Biografía
Comenzó su carrera a inicios de la década de 1910, cuando se hizo discípula de Juan Francisco González —considerado uno de los cuatro «grandes maestros de la pintura chilena»—, a quien conoció por intermedio de su amiga, la también pintora Marta Villanueva. Ingresó a la Escuela de Bellas Artes en 1914, y dos años más tarde pintó su primer cuadro.
Viajó a Europa junto a su familia entre 1920 y 1921, periodo en el que tuvo clases en París, Francia, con el escultor Antoine Bourdelle, quien la retrataría en un busto titulado Le Chilienne y cuyas variantes se encuentran en el museo del artista. En 1923, ya de regreso en Chile, se une al grupo Montparnasse, movimiento vanguardista de influencias del postimpresionismo y del fovismo que también integraron Luis Vargas Rosas —con quien se casaría en 1927 teniendo como padrino de boda al poeta Vicente Huidobro—, José Perotti y los hermanos Julio y Manuel Ortiz de Zárate.
En 1926 se asentó en París, donde continuó especializándose en croquis, dibujo y pintura, e integró el ambiente artístico donde compartió con, entre otros, los franceses Le Corbusier y Fernand Léger, los españoles Juan Gris, Joan Miró y Pablo Picasso, el británico William Hayter y el estadounidense Alexander Calder. En la capital francesa, además de dedicarse a la pintura, trabajó en el hospital psiquiático Henri-Rousselle.

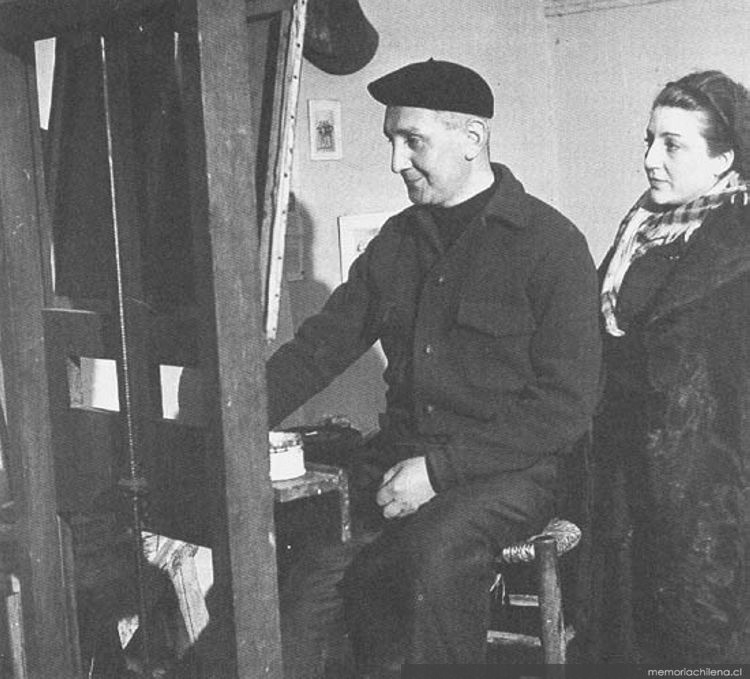
Petit mira pintar a su marido Luis Vargas Rosas, París, 1927

El matrimonio de Henriette Petit y Luis Vargas Rosas regresó a Chile en 1941, debido a la Segunda Guerra Mundial. La producción artística de Petit decayó notablemente debido al desarraigo que le provocó estar lejos de Francia, que mantuvo hasta su último viaje al país galo en 1963.

## Obras
- Dos desnudos
- Isla de Maipo
- Resignación